# Rembielin (Przasnysz)
Pour les articles homonymes, voir Rembielin.
Rembielin (prononciation : [rɛmˈbjɛlin]) est un village polonais de la gmina de Chorzele dans le powiat de Przasnysz de la voïvodie de Mazovie dans le centre-est de la Pologne.
Il se situe à environ 3 kilomètres au sud-ouest de Chorzele (siège de la gmina), 25 kilomètres au nord de Przasnysz (siège du powiat) et à 114 kilomètres au nord de Varsovie (capitale de la Pologne).

## Histoire
De 1975 à 1998, le village appartenait administrativement à la voïvodie d'Ostrołęka.